# Santiago (Armamar)
Santiago é uma povoação portuguesa do Município de Armamar que foi sede da extinta Freguesia de Santiago, freguesia que tinha 3,88 km² de área e 139 habitantes (2011), e, por isso, uma densidade populacional de 35,8 hab/km².
A Freguesia de Santiago foi extinta em 2013, no âmbito de uma reforma administrativa nacional, tendo sido agregada à Freguesia de São Romão, para formar uma nova freguesia denominada União das Freguesias de São Romão e Santiago com sede em São Romão.

## População
| População da freguesia de Santiago | População da freguesia de Santiago | População da freguesia de Santiago | População da freguesia de Santiago | População da freguesia de Santiago | População da freguesia de Santiago | População da freguesia de Santiago | População da freguesia de Santiago | População da freguesia de Santiago | População da freguesia de Santiago | População da freguesia de Santiago | População da freguesia de Santiago | População da freguesia de Santiago | População da freguesia de Santiago | População da freguesia de Santiago |
| ---------------------------------- | ---------------------------------- | ---------------------------------- | ---------------------------------- | ---------------------------------- | ---------------------------------- | ---------------------------------- | ---------------------------------- | ---------------------------------- | ---------------------------------- | ---------------------------------- | ---------------------------------- | ---------------------------------- | ---------------------------------- | ---------------------------------- |
| 1864                               | 1878                               | 1890                               | 1900                               | 1911                               | 1920                               | 1930                               | 1940                               | 1950                               | 1960                               | 1970                               | 1981                               | 1991                               | 2001                               | 2011                               |
| 515                                | 527                                | 476                                | 499                                | 463                                | 389                                | 495                                | 537                                | 546                                | 469                                | 415                                | 316                                | 209                                | 180                                | 139                                |